# Dana DeArmond
Dana Michelle DeArmond (Fort Bragg, 16 giugno 1979) è un'attrice pornografica, regista e pattinatrice statunitense.

## Biografia e carriera pornografica
Durante l'adolescenza, Dana è cresciuta a Orlando ed è stata un'abile pattinatrice, partecipando a due competizioni nazionali e militando nella stessa società sportiva di Sunny Lane. Dopo aver lavorato quale ballerina di strada a Disney World e come spogliarellista in numerosi locali in Florida e California, inizia ad apparire in video bondage amatoriali sul web cosicché, ancora prima di lavorare nell'industria pornografica, aveva raggiunto la popolarità, con oltre 300.000 contatti sul proprio account Myspace.
Dana debutta nell'hard nel 2005, e da allora è apparsa in oltre 1300 scene (tra cui il noto Evil Head, con Joanna Angel) e ha diretto 3 scene.
DeArmond ha diretto due film documentari pornografici, in cui aiuta giovani aspiranti attori e attrici ad entrare nell'industria pornografica: essi si intitolano Dana DeArmond Does the Internet e Dana DeArmond's Role Modeling.
Ha inoltre tenuto conferenze sul settore cinematografico in cui lavora alle università di Irvine e Santa Barbara, entrambe situate in California.
Ha posato per i libri fotografici Naked Ambition: An R Rated Look at an X Rated Industry di Michael Grecco e L.A. Bondage di Dave Naz.
Nel gennaio 2007 la sua casa fu distrutta da un incendio, e diversi suoi colleghi organizzarono delle raccolte fondi per risarcirla della perdita.
Nel 2010 presentò gli Urban X Awards, con la collega Misty Stone mentre nel 2016 è stata inserita nella Hall of Fame dagli AVN Awards. Nel gennaio 2014 è apparsa su Cosmopolitan, insieme alle colleghe Jessie Andrews, Asa Akira e Chanel Preston, su un articolo intitolato  "4 Porn Stars on How They Stay Fit". Nel 2021 è apparsa in Pleasure, insieme ai colleghi Evelyn Claire, Kendra Spade, Chanel Preston, Casey Calvert, Charlotte Cross, Xander Corvus, Mick Blue, John Strong, Ryan McLane, Steve Holmes e Axel Braun, un film svedese che racconta la vita di una giovane artista che vuole sfondare nel mondo dell'industria pornografica.

## Riconoscimenti
- AVN Awards
  - 2012 – Best Girl-Girl Sex Scene per Belladonna: Sexual Explorer con Belladonna[17]
  - 2016 – Hall of Fame - Video Branch[18]

Altri premi
- 2008: Cyberspace Adult Video Reviews – sirena dell'anno
- 2009: Urban X Awards – miglior scena anale per Rico The Destroyer
- 2021: Transgender Erotica Awards - Miglior performer donna non transessuale[19]

## Filmografia

### Attrice
- Ariel's Reform (2005)
- Dana DeArmond's Foot Tease (2005)
- Joanna's Angels 2 (2005)
- Pain B4 Pleasure (2005)
- Trapped And Wrapped (2005)
- Water Bondage 4: Featuring Dana DeArmond (2005)
- Anal Adventures 1: Sorority Sisters (2006)
- Ass Appeal 4 (2006)
- Ass For Days 2 (2006)
- Ass Masterpiece 3 (2006)
- Bitchcraft 1 (2006)
- Blue Light Project (2006)
- Bubble Butt Bonanza 7 (2006)
- Chemistry 1 (2006)
- Dana DeArmond Does The Internet (2006)
- Evil Anal 2 (2006)
- Girls Lie (2006)
- Girls Love Girls 2 (2006)
- Le Kink (2006)
- Luscious Latex 1 (2006)
- Meat My Ass 4 (2006)
- MILF Lessons 7 (2006)
- Mouth 2 Mouth 8 (2006)
- Neu Wave Hookers (2006)
- Oral Consumption 8 (2006)
- Own My Ass 1 (2006)
- Perfectly Cruel (2006)
- Rubber Fantasies (2006)
- Shock Pussy 1 (2006)
- Strap it On 5 (2006)
- Superfreak (2006)
- Take It Black 4 (2006)
- Vicious Strap On Bitches (2006)
- A2M 12 (2007)
- Anal Acrobats 1 (2007)
- Andrew Blake X 1 (2007)
- Asseaters Unanimous 15 (2007)
- Assploitations 9 (2007)
- Bareleg Bondage 16 (2007)
- Before They Were Stars 1 (2007)
- Big Black Beast 6 (2007)
- Big Wet Asses 10 (2007)
- Black Bros and White Booty Ho's (2007)
- Bore My Asshole 1 (2007)
- Buffy Malibu's Nasty Girls 36 (2007)
- By Appointment Only 5 (2007)
- Cheek Freaks 2 (2007)
- Chocolate Dipped Vanilla Whores (2007)
- Dana DeArmond Bound (2007)
- Dana DeArmond's Role Modeling (2007)
- Debbie Loves Dallas (2007)
- DeMentia 5 (2007)
- Eastside Story (2007)
- Fables Tales of Erotic Fantasy (2007)
- Fishnets 6 (2007)
- Gangbang My Face 3 (2007)
- Gape Lovers 1 (2007)
- Gaped Crusaders 2 (2007)
- Hellfire Sex 10 (2007)
- Hogtied and Gagged 2 (2007)
- House of Ass 6 (2007)
- I've Been Sodomized 2 (2007)
- Incumming 12 (2007)
- Internal Eruptions (2007)
- Jack in the Ass (2007)
- Lesbian Tutors 5 (2007)
- Make Her Ass Scream 1: Louder Bitch (2007)
- Manhammer 7 (2007)
- MILF Invaders 1 (2007)
- MyPlace 3 (2007)
- N' 2 Deep (2007)
- Naughty Flipside 1: Sasha Grey (2007)
- Naughty Office 7 (2007)
- One on One 7 (2007)
- Perfect Creatures (2007)
- Pirate Fetish Machine 30: Bondage and Perversion in L.A. (2007)
- POV Squirt Alert 5 (2007)
- Sexual Freak 7: Stoya (2007)
- She's My Man 1 (2007)
- Skeeter Kerkove's Girls Sodomizing Girls 3 (2007)
- Smut Merchant: Make Her Beg For It (2007)
- Sprung a Leak 2 (2007)
- Suck It Dry 4 (2007)
- Sweet Cheeks 9 (2007)
- Tied, Tickled, Fucked! (2007)
- Tough Love 12 (2007)
- Up Your Ass 28 (2007)
- Vicious Vixens 3: Disciplining Dana (2007)
- Violation of Heather Gables (2007)
- Absolute Ass 6 (2008)
- Anabolic Superstars (2008)
- Anal Invaders 5 (2008)
- Ass Cream Pies 11 (2008)
- Ass Parade 16 (2008)
- Ass Trap 1 (2008)
- Asseaters Unanimous 16 (2008)
- Asstravaganza 9 (2008)
- Azz Fest 6 (2008)
- Balls Deep 13 (2008)
- Butthole Whores 3 (2008)
- Cream Filled Cookies (2008)
- Cum Buckets 8 (2008)
- Deep Anal Abyss 1 (2008)
- Defend Our Porn (2008)
- Diggin in the Gapes 1 (2008)
- Double Penetration Tryouts 4 (2008)
- Elastic Assholes 6 (2008)
- Evil Anal 5 (2008)
- Face Full of Diesel 5 (2008)
- Field of Schemes 1 (2008)
- Field of Schemes 2 (2008)
- Foot Soldiers 1: The Stomping Grounds (2008)
- Fuck My White Ass 4 (2008)
- Gape Lovers 3 (2008)
- Gapeman 1 (2008)
- Girl Girl Kink 1 (2008)
- Girl Train 1 (2008)
- Girlvert 17 (2008)
- Girlz and Toyz (2008)
- Housewives Gone Black 8 (2008)
- Hush Girls Vacation: Winter Edition (2008)
- I Prefer Interracial (2008)
- Imperfect Angels 1 (2008)
- Imperfect Angels 2 (2008)
- Imperfect Angels 3 (2008)
- Imperfect Angels 4 (2008)
- Imperfect Angels 5 (2008)
- Imperfect Angels 6 (2008)
- It's a Big Black Thing 1 (2008)
- iTouchMyself (2008)
- Kissing Girls (2008)
- LA Kink (2008)
- Last Rose (2008)
- Lesbian Seductions 21 (2008)
- Little White Chicks Huge Black Monster Dicks 5 (2008)
- Load Warriors 1 (2008)
- Mature Brotha Lovers 11 (2008)
- Meggan and Hanna Love Manuel (2008)
- MILF Lessons 18 (2008)
- Mistress Strap-On: Sado Bitch (2008)
- Mommy's Boi (2008)
- My Daughter Went Black and Never Came Back 1 (2008)
- Naughty Niches 3 (2008)
- Nice Fucking View 3 (2008)
- No Cum Dodging Allowed 9 (2008)
- Over Stuffed 5 (2008)
- Peep Show 2 (2008)
- Pirate Fetish Machine 31: L.A. Lust (2008)
- Possessed (2008)
- Public Service (2008)
- Racial Violations 2 (2008)
- Radium 2 (2008)
- Reform School Girls 4 (2008)
- Road Queen 7 (2008)
- Road Queen 8 (2008)
- Semen Sippers 7 (2008)
- Shay Jordan: Lust (2008)
- She Only Takes Diesel 3 (2008)
- Sheer Desires (2008)
- Simple Fucks 4 (2008)
- Slam It in a Young Whore (2008)
- Slutty and Sluttier 6 (2008)
- Sperm Receptacles 3 (2008)
- Squirt in My Gape 3 (2008)
- Stoya: Sexy Hot (2008)
- Taboo: Lovers Enslaved (2008)
- Video Nasty 3: Stoya (2008)
- Watch Your Back 2 (2008)
- Women Seeking Women 41 (2008)
- Women Seeking Women 43 (2008)
- AAA Bondage Company 7 (2009)
- AJ Bailey is Tight (2009)
- Anal Acrobats 4 (2009)
- Anal Is My Middle Name (2009)
- Ass Titans 2 (2009)
- Battle of the Sluts 3: Bobbi Starr vs Annette Schwarz (2009)
- Be My Bitch 6 (2009)
- Belladonna: No Warning 4 (2009)
- Big Butt Brotha Lovers 14 (2009)
- Bobbi Starr and Dana DeArmond's Insatiable Voyage (2009)
- Bondage Squirters 3 (2009)
- Butt Licking Anal Whores 13 (2009)
- Buttman's Oddyssey (2009)
- Carnal Sensations (2009)
- Casey Parker's Girl Crazy (2009)
- Chain Gang 2 (2009)
- Cumshots 11 (2009)
- Dana Dearmond Gets Blowbanged (2009)
- Dark Meat 3 (2009)
- Deep Anal Abyss 2 (2009)
- Deviant (2009)
- Everything Butt 6144 (2009)
- Everything Butt 6664 (2009)
- Everything Butt 7770 (2009)
- Evil Anal 9 (2009)
- Fantastic Fucks (2009)
- Field of Schemes 3 (2009)
- Flat Out Fucking (2009)
- Fuck Me Black 1 (2009)
- Fucked On Sight 6 (2009)
- Gangbang Her Little White Thang 1 (2009)
- Greatest Squirters Ever 4 (2009)
- Hellcats 15 (2009)
- Hustler XXX 31 (2009)
- Lesbian Bridal Stories 3 (2009)
- Lesbian Bridal Stories 4 (2009)
- Lesbian Office Seductions 2 (2009)
- Lesbian Psycho Dramas 1 (2009)
- Lesbian Triangles 14 (2009)
- Lord Of Asses 14 (2009)
- My Handiwork (2009)
- Naughty Nannies (2009)
- Naughty Office 18 (2009)
- Nice Jewish Girls (2009)
- On The Hunt For Cunt 3 (2009)
- Phat Ass White Booty 4 (2009)
- Porn Week: Dana DeArmond's Pornstar Vacation (2009)
- POV Cocksuckers 9 (2009)
- Public Disgrace 6424 (2009)
- Public Disgrace 6505 (2009)
- Rico The Destroyer 1 (2009)
- Road Queen 12 (2009)
- Rocco Ravishes L.A. (2009)
- Rocco: Animal Trainer 30 (2009)
- Satan's Whore (2009)
- Semen Sippers Orgies and Gangbangs (2009)
- Sex and Submission 6760 (2009)
- Slutty and Sluttier 9 (2009)
- Squirt Gangbang 4 (2009)
- Top Wet Girls 4 (2009)
- When Ginger Met Nina (2009)
- White Cake Black Cream Filling (2009)
- White Girls Get Busy (2009)
- Women Seeking Women 53 (2009)
- Women Seeking Women 54 (2009)
- Women Seeking Women 57 (2009)
- 2 Big Two Black for Her White Crack 1 (2010)
- 3 Days in June (2010)
- Anal Acrobats 5 (2010)
- Anal Junkies On Cock 2 (2010)
- Anal Size My Mom (2010)
- Angel Perverse 15 (2010)
- Asseaters Unanimous 21 (2010)
- Autopilot (2010)
- Bangin White Ass 3 (2010)
- Bartenders (2010)
- Big Lebowski: A XXX Parody (2010)
- Big Thick Chocolate Stick (2010)
- Black Cock Addiction 8 (2010)
- Black Listed 2 (2010)
- Bottom Line 2 (2010)
- Can He Score 3 (2010)
- Clit Lovers 2 (2010)
- Cuckold Sessions 2 (2010)
- Divine Bitches 10442 (2010)
- Don't Tell My Wife I'm Banging My Secretary (2010)
- Everything Butt 10795 (2010)
- Everything Butt 11084 (2010)
- Everything Butt 7956 (2010)
- Everything Butt 8181 (2010)
- Everything Butt 8818 (2010)
- Everything Butt 8895 (2010)
- Fuck Me Like You Hate Me 2 (2010)
- Good Will Fucking 1 (2010)
- Her Little Secret (2010)
- Imperfect Angels 8 (2010)
- Interracial Pickups 1 (2010)
- Juicy White Anal Booty 4 (2010)
- Kink Live 13: Kinky Bitch Dana Dearmond (2010)
- Lesbian House Hunters 1 (2010)
- Lesbian House Hunters 3 (2010)
- Lesbian House Hunters 5 (2010)
- Lesbian Psycho Dramas 4 (2010)
- Masturbation Nation 6 (2010)
- Men in Pain 5685 (2010)
- Mere et sa fille (2010)
- Mike John's Sperm Overload 3 (2010)
- Porn Week: Porn Fan Vacation Los Angeles (2010)
- Public Disgrace 8729 (2010)
- Public Disgrace: Featuring James Deen And Dana DeArmond (2010)
- Road Queen 13 (2010)
- Road Queen 14 (2010)
- Rocco Ravishes Hollywood (2010)
- Rocco's Power Slave 1 (2010)
- Spreadum (2010)
- Stretched Open Slimy Vagina (2010)
- Suck It Bitch (2010)
- Teach Me: Skateboard Edition (2010)
- Throated 27 (2010)
- Tight, Fresh & Loves Anal (2010)
- Top Wet Girls 5 (2010)
- Two Big Black and on the Attack 1 (2010)
- What An Asshole (2010)
- Your Black Dick My White Ass (2010)
- 10 Things I Hate About Love (2011)
- American Cocksucking Sluts 1 (2011)
- Anal Only (2011)
- Anchorman XXX: A Porn Parody (2011)
- Ass Bandits (2011)
- Belladonna: The Sexual Explorer (2011)
- Beverly Hillbillies XXX: A XXX Parody (2011)
- Black Bi Cuckolding 5 (2011)
- By Appointment Only 10 (2011)
- Caught from Behind (2011)
- CFNM Secret 6 (2011)
- Cherry 2 (2011)
- Cougars Take It Black (2011)
- Couples Seeking Teens 6 (2011)
- Droppin' Loads 3 (2011)
- Everything Butt 11331 (2011)
- Everything Butt 12466 (2011)
- Everything Butt 12614 (2011)
- Everything Butt 15930 (2011)
- Female Wanted (2011)
- Frankencock 2 (2011)
- Friends Fucking Mom's Ass 2 (2011)
- Gangbanged 2 (2011)
- Gape Lovers 6 (2011)
- Girls in White 2011 2 (2011)
- Girls in White 2011 4 (2011)
- Girls Kissing Girls 7 (2011)
- Guilty Pleasures 1 (2011)
- Hard Bodies (2011)
- Imperfect Angels 11 (2011)
- In the Butt 9 (2011)
- Interns 2 (2011)
- Interracial Blow Bang 3 (2011)
- Interracial Gloryhole Initiations 7 (2011)
- Interracial Gloryhole Initiations 9 (2011)
- Jenna Is Timeless (2011)
- Jessica Drake's Guide to Wicked Sex: Anal (2011)
- Julia Ann Loves Girls (2011)
- Kittens At Play (2011)
- Kung Fu Pussy (2011)
- Lesbian Adventures: Strap-On Specialists 3 (2011)
- Lesbian Sex 1 (2011)
- Masturbation Nation 11 (2011)
- Mom's Cuckold 6 (2011)
- Monster Cock Junkies 11 (2011)
- My Roommate's a Lesbian 2 (2011)
- Nacho Vidal Back 2 USA (2011)
- Nacho Vidal's Pussy Punch-In (2011)
- Official Halloween Parody (2011)
- Official Revenge of the Nerds Parody (2011)
- Party Girls (II) (2011)
- Praise The Load 6 (2011)
- Shut Up and Fuck (2011)
- Sloppy Girl 2 (2011)
- Sloppy Girl 4 (2011)
- Spit and the Speculum 1 (2011)
- Star Trek The Next Generation: A XXX Parody (2011)
- Super Anal Cougars 2 (2011)
- Teen Addiction (2011)
- This Ain't Urban Cowboy XXX (2011)
- Women Seeking Women 70 (2011)
- Women Seeking Women 74 (2011)
- Women Seeking Women 75 (2011)
- Adult Guidance 2 (2012)
- All Star Celebrity XXX: Dana DeArmond (2012)
- Allie Haze's Been Blackmaled (2012)
- Anal Occupation (2012)
- Asa Akira Is Insatiable 3 (2012)
- Bad Girlz 4 (2012)
- Baristas (2012)
- Belladonna's Cock Pigs 2 (2012)
- Belladonna: Fetish Fanatic 10 (2012)
- Belladonna: No Warning 7 (2012)
- Best Day Ever (2012)
- Brown Eye Buffet (2012)
- Bush 2 (2012)
- Buttman Focused 1 (2012)
- Cafe Amore (2012)
- Countdown (2012)
- Couples Seeking Teens 10 (2012)
- Crazy Sex (2012)
- Cum Fart Cocktails 9 (2012)
- Dark Meat 5 (2012)
- Diaries of a Wife Gone Black 5 (2012)
- Everything Butt 26937 (2012)
- Evil Head (2012), regia di Doug Sakmann
- Exchange Student 4 (2012)
- Female Attraction (2012)
- Fill My Teen Throat 2 (2012)
- Filthy Cocksucking Auditions (2012)
- Filthy Family 5 (2012)
- Foot Soldiers 3: Don't Tread on Me (2012)
- Friend Zone (2012)
- Fuck Em Slutty 3 (2012)
- Gape Gang (2012)
- Gapeland (2012)
- Girl Train 2 (2012)
- Girls in White 2012 1 (2012)
- Girls in White 2012 3 (2012)
- Girls Kissing Girls 10 (2012)
- Head Cases 2 (2012)
- Hollywood Heartbreakers 2 (2012)
- I Fucked A Black Man (2012)
- Interracial Lesbian Romance (2012)
- Jack Attack (2012)
- Just Tease 3 (2012)
- Kiss Me Lick Me Fuck Me (2012)
- Lesbian Adventures: Strap-On Specialists 4 (2012)
- Lesbian Babysitters 8 (2012)
- Lesbian Office Seductions 8 (2012)
- Lesbian Seductions 42 (2012)
- Lesbian Sex 7 (2012)
- Lesbian Sweet Muffins (2012)
- Lesbians in Charge 1 (2012)
- Little Anal Lesbians 2 (2012)
- Love Marriage and Other Bad Ideas (2012)
- Masseuse 3 (2012)
- MILF Soup 25 (2012)
- MILFs Seeking Boys (2012)
- Milk Nymphos 3 (2012)
- Mom's Cuckold 11 (2012)
- No Boys Allowed 2 (2012)
- Occupy My Ass (2012)
- Official Hangover Parody (2012)
- Open Meat (2012)
- Pretty Woman: A XXX Parody (2012)
- School Girls Who Swallow (2012)
- She's So Anal (2012)
- Shove It Up Your Ass (2012)
- Show Me Your Shit Hole (2012)
- Spit (2012)
- Super Anal Cougars 3 (2012)
- Tanlines 2 (2012)
- Two Mommies (2012)
- Voila (2012)
- Women Seeking Women 87 (2012)
- Adult Insider 15 (2013)
- American Daydreams 12 (2013)
- Anal Perverts 1 (2013)
- Ass Party 6 (2013)
- Ass Wide Open 2 (2013)
- Babysitter 8 (2013)
- Babysitter 9 (2013)
- Belladonna: Fetish Fanatic 11 (2013)
- Belladonna: Fetish Fanatic 12 (2013)
- Belladonna: No Warning 8 (2013)
- Borders of Desire (2013)
- Boundaries 8 (2013)
- Couples Seeking Teens 12 (2013)
- Devil on a Chain (2013)
- Dirty Panties 2 (2013)
- Erotic Blends 2 (2013)
- Escort (2013)
- Everything Butt 28801 (2013)
- Everything Butt 30772 (2013)
- Everything Butt 31439 (2013)
- Everything Butt 33199 (2013)
- Everything Butt 33205 (2013)
- Evil Anal 18 (2013)
- Filthy Family 9 (2013)
- Foot Worship 30236 (2013)
- Fuck My Face 1 (2013)
- Game Of Bones: Winter Is Cumming (2013)
- Gape Lovers 8 (2013)
- Girls Kissing Girls 13 (2013)
- Horseman (2013)
- Hot and Mean 9 (2013)
- Housewife 1 on 1 29 (2013)
- I Love Anal 2 (2013)
- I Survived A Rodney Blast 4 (2013)
- Inspector Anal (2013)
- Interracial Anal MILFs (2013)
- Iron Man XXX: An Axel Braun Parody (2013)
- James Deen Loves Butts (2013)
- Joanna Angel: Kinky Fantasies (2013)
- King Anal 5 (2013)
- Legendary: The Best of Belladonna (2013)
- Lesbian Adventures: Wet Panties Trib 4 (2013)
- Lesbian Anal POV 2 (2013)
- Lesbian Analingus 2 (2013)
- Lesbian Farewells (2013)
- Lesbian Fight Club (2013)
- Lesbians in Charge 2 (2013)
- Lesbians Unchained (2013)
- Lush 4 (2013)
- MILFs Seeking Boys 5 (2013)
- Moms Who Like To Suck (2013)
- Nail My Tail 2 (2013)
- New Behind the Green Door (2013)
- Obedience School 2 (2013)
- Official Scary Parodies: Killer Fucking Compilations (2013)
- Orgy University (2013)
- Paint (2013)
- Penthouse Book Of Sex (2013)
- Perfect Secretary 3: the New Recruit (2013)
- Petites And Their Meat (2013)
- Please Make Me Lesbian 10 (2013)
- Private Lives (2013)
- Real Female Orgasms 16 (2013)
- Screaming Ass Gasms 1 (2013)
- Sexbots: The First Penetration (2013)
- Shades of Kink 2 (2013)
- Shades of Pink (2013)
- Sisters 2 (2013)
- Sit Your Ass On My Mouth (2013)
- Slippery Slopes (2013)
- Slut Powers Activate (2013)
- Snail Trails (2013)
- Swinger 3 (2013)
- Teach Me 3 (2013)
- This Isn't My 1st Black Cock (2013)
- Tonight's Girlfriend 17 (2013)
- Viewer Discretion Is Advised (2013)
- We Swallow 39 (2013)
- We Swallow 41 (2013)
- Wet Opening (2013)
- What An Asshole (2013)
- Women Seeking Women 100 (2013)
- All By Myself (2014)
- Anal Supersluts 2 (2014)
- Anal Warriors (2014)
- Ass Masterpiece 14 (2014)
- Bad Lesbian 2: Very Troubled Girls (2014)
- Bait (2014)
- Belladonna's Odd Jobs 6 (2014)
- Belladonna: Fetish Fanatic 14 (2014)
- Belladonna: Fetish Fanatic 15 (2014)
- Belladonna: Manhandled 5 (2014)
- Black Male White Tail 3 (2014)
- Brace-Face Bang (2014)
- Buttface 3 (2014)
- Buttman Focused 4 (2014)
- CFNM Secret 10 (2014)
- Couples Seeking Teens 14 (2014)
- Cream Dreams 3 (2014)
- Dana Dearmond (2014)
- Dana's DeArmond's Nasty Facefuck (2014)
- Deen vs. DeArmond (2014)
- DP My Wife With Me 3 (2014)
- Escort 2 (2014)
- Frack That Ass (2014)
- Girls Kissing Girls 15 (2014)
- Haunted Hearts (2014)
- Hollywood Babylon (2014)
- Hot for Teacher (2014)
- Hot Wife Blindfolded (2014)
- In Her Ass (2014)
- James Deen's 7 Sins: Pride (2014)
- Jessie Loves Girls (2014)
- Ladies Night 2 (2014)
- Lesbian Adventures: Older Women Younger Girls 6 (2014)
- Lesbian Anal Sex Slaves (2014)
- Lesbian Analingus 5 (2014)
- Lesbian Babysitters 12 (2014)
- Lesbian Extreme (2014)
- Lesbian Public Sex Fetish (2014)
- Lesbian Sex 12 (2014)
- Let's Bang the Babysitter (2014)
- LeWood's Real Anal Booty Calls (2014)
- Lex Is a Motherfucker 3 (2014)
- Lexecutioner 2 (2014)
- Love Triangle 2 (2014)
- Mom Knows Best (2014)
- Mother Daughter Thing (2014)
- Mother May I 2 (2014)
- Mother-Daughter Exchange Club 33 (2014)
- Mr. Anal 11 (2014)
- My Daughters Interracial Cream Pie (2014)
- My Evil Stepmom Fucked My Ass (2014)
- My Girlfriend's Mother 7 (2014)
- My New Neighbor (2014)
- Nacho Vidal Loves Franceska Jaimes (2014)
- Oral Overdose (2014)
- Other Woman (2014)
- Pink Velvet (2014)
- Pornification (2014)
- Pornstar Power 2 (2014)
- Pretty Fantastic 2 (2014)
- Prison Lesbians (2014)
- Project Spotlight: Dana's World (2014)
- Rim Jobs (2014)
- Road Queen 30 (2014)
- Samantha Saint is Pretty Fantastic (2014)
- Shane and the Pornstars (2014)
- Sisters of Anarchy (2014)
- Sloppy (2014)
- Spontaneass 2 (2014)
- Stepmother 10 (2014)
- Strap On Tight It's A Lesbian Ride (2014)
- Studio A 2 (2014)
- Tastier in Twos (2014)
- There's A Diesel In My Ass (2014)
- These Things We Do (2014)
- Threeway Thrills (2014)
- Treacherous (2014)
- Triple Mania 3 (2014)
- Twisted Fate: A Lesbian Feature (2014)
- Waiting on Love (2014)
- Abigail's First Lesbian Anal (2015)
- American Daydreams 15 (2015)
- Anal Angels (2015)
- Anal Buffet 12 (2015)
- Analmals (2015)
- Anchorwoman: A XXX Parody (2015)
- Angelic Asses 4 (2015)
- Asshole Auditions (2015)
- Au Pair Conflict 2 (2015)
- Belladonna: Fetish Fanatic 18 (2015)
- Black Cock Riders 3 (2015)
- Brazzers Meanest Lesbians (2015)
- Busting More Than A Move (2015)
- Chanel Movie One (2015)
- Dana DeArmond Loves Girls (2015)
- Desperate for Cock (2015)
- Detention 2 - DP The Principal Way (2015)
- Diary of a Sex Slave (2015)
- Dunkin' Bro Nuts (2015)
- Evil Group Sex (2015)
- FANtasy (2015)
- Flesh (2015)
- Fluid 3 (2015)
- Foot Soldiers 4nicating (2015)
- Girl Train 3 (2015)
- Girl Train 4 (2015)
- Girlfriends (2015)
- Girls Night (2015)
- Give It To Me (2015)
- Group Sex (2015)
- Homemade (2015)
- Hot Adriana (2015)
- It's Huge And In My Ass 2 (2015)
- Keistering Via Giant Anal Toys with Dana DeArmond and Ryan Conner (2015)
- Lesbian Adventures: Strap-On Specialists 8 (2015)
- Mother's Little Helper (2015)
- Mother's Secret Twins (2015)
- My Evil Stepson 2 (2015)
- My Girl Loves Anal 2 (2015)
- My Tits Are Real (2015)
- Never Get Married: The Downward Spiral (2015)
- Never Get Married: The Revenge (2015)
- Never Get Married: The Threesome (2015)
- Only Missy Martinez (2015)
- Passion for Pussy (2015)
- Princess (2015)
- Prison Lesbians 3 (2015)
- Remy's Angels (2015)
- Right Between the Thighs (2015)
- Seduced By the Boss's Wife 3 (2015)
- Shades of Lust (2015)
- She Wants Pussy 2 (2015)
- She's in Charge 2 (2015)
- Sisterhood (II) (2015)
- Sloppy Seconds (2015)
- Smoke (2015)
- Sophia Jade: Lesbian Fashionistas (2015)
- Strictly Pussy 3 (2015)
- Throated Contest: Dana DeArmond (2015)
- Trophy Hunting Cougars (2015)
- Undisputed (2015)
- Whipped Ass 12 (2015)
- Whipped Ass 13 (2015)
- White Cougar Black Lust (2015)
- Women Seeking Women 118 (2015)
- Dark Intentions (2016)
- Lickin' It Up (2016)
- Naughty Maids (2016)
- Pink Holes Black Poles (2016)
- Raw Cuts: Who's Crown Is It Anyway (2016)

### Regista
- Dana DeArmond Does the Internet (2006)
- Dana DeArmond's Role Modeling (2007)
- Total Titty Fucking Domination (2013)